# العلاقات الأردنية الجزائرية
العلاقات الأردنية الجزائرية هي العلاقات الحاصلة بين مملكة الأردن ودولة الجزائر، بدأت هذه العلاقات قبل استقلال الجزائر فقد كانت الأردن من الداعمين للقضية الجزائرية، ولاستقلال الجزائر، حصلت الثورة الجزائرية على دعم وتأييد كبير من المملكة الأردنية. كانت هذه أول بذرة تقوم عليها العلاقات الثنائية بين الدولتين.

## العلاقات خلال الاستعمار الفرنسي
في خضم الأعمال القمعية التي قام بها الاستعمار الفرنسي لإنهاء الثورة الجزائرية، رفعت الحكومة الأردنية برقية احتجاج واستنكار للحكومة الفرنسية وإلى سكرتير الأمم المتحدة في شهر تشرين الثاني من عام 1954م، كما استدعت السفير الفرنسي في عمان للاحتجاج على الأعمال غير الإنسانية التي تقوم بها الحكومة الفرنسية.